# Asami Tano
Asami Tano (12 febbraio 1987) è una doppiatrice, cantante e attrice teatrale giapponese affiliata con l'azienda Amuse. Tano ha fatto parte del gruppo femminile Boystyle dal 2001 al 2007. La sua carriera di doppiatrice è iniziata con Toriko nel 2011, e ha doppiato in diversi anime come Smile Pretty Cure!, Francesca, Love Live! Sunshine!! e Zombie Land Saga. È apparsa anche nelle produzioni teatrali di Persona 3: The Weird Masquerade, Persona 4 Arena, Blue Exorcist, Kuroko's Basketball e The Seven Deadly Sins.

## Biografia
Nel 2011, ha ottenuto il suo primo ruolo in un anime con Toriko, doppiando un personaggio di nome Rin. 
Nel 2012, ha dato la voce ad Akane Hino/Cure Sunny in Smile Pretty Cure!, la nona stagione del franchise Pretty Cure.
Nel 2018, ha ripreso il suo ruolo di Pretty Cure insieme alle altre cinquantaquattro nel film crossover Eiga HUGtto! Pretty Cure Futari wa Pretty Cure - All Stars Memories.
Nel gennaio 2014, ha interpretato Mitsuru Kirijo nel musical teatrale Persona 3: The Weird Masquerade; ha ripreso il ruolo sia nella pièce teatrale Persona 4 Arena sia in Persona 4 Ultimax Song Project.
Il 3 aprile 2018, Tano è stata scelta per il ruolo di Guila nell'adattamento teatrale di The Seven Deadly Sins.
Il 28 luglio 2018, è stato annunciato che Tano avrebbe cessato di esibirsi nella produzione teatrale per riprendersi da una malattia della tiroide; il ruolo di Guila è stato sostituito dall'attrice Haneyuri. Ha anche interpretato Mamushi Hojo nell'adattamento teatrale di Blue Exorcist, Live Act Ao no Exorcist Mashin no Rakuin, e Riko Aida nell'adattamento teatrale di Kuroko's Basket, Kuroko's Basket The Encounter.
Nel febbraio 2014, è stata scelta per il ruolo di Exorcist in Francesca, un anime incentrato su un'idol della Prefettura di Hokkaidō, accanto alla doppiatrice del personaggio principale, Yui Makino. Nell'aprile 2014, è stata scelta per il ruolo di Genesis in Sega Hard Girls. Il suo personaggio di Sword Art Online II, Nori, ha cantato la canzone "Sleepless Legend" per la raccolta di canzoni dell'anime, pubblicata il 22 marzo 2017. Ha doppiato Sarah Kazuno in Love Live! Sunshine!!.
Nel dicembre 2021 ha sposato l'attore Ryō Kitamura con il quale ha avuto un figlio, nato l'anno successivo.

## Doppiaggio

### Serie animate
- Boruto (Kobuna)
- Burn the Witch (Ninny Sprangcole)
- Fairy Tail (Ophiuchus (forma Eclipse))
- Love Live! Sunshine!! (Sarah Kazuno)
- Monsuno (Jinja)
- Silver Spoon (Mika Toyonishi)
- Smile Precure! (Akane Hino/Cure Sunny)
- Sword Art Online II (Nori)
- The God of High School (Commissaria P)
- The Testament of Sister New Devil BURST (Nanao Tachibana)
- The Testament of Sister New Devil DEPARTURES (Nanao Tachibana)
- Toriko (Rin)
- Zombie Land Saga (Saki Nikaido)

### Videogiochi
- Bleach: Brave Souls (Ninny Sprangcole)
- Breath of Fire 6 (Voce Avatar femminile 4)
- Bullet Girls (Aki Saotome)
- Bullet Girls 2 (Aki Saotome)
- Dragalia Lost (Finni)
- Genshin Impact (Citlali)
- Granblue Fantasy (Fediel)

### Ruoli di doppiaggio
- Star Wars Rebels (Sabine Wren)